# Крістен Віг
Крі́стен Ке́рол Віг (англ. Kristen Carroll Wiig [wɪɡ]; нар. 22 серпня 1973; Кенендейгуа, штат Нью-Йорк) — американська акторка, комікеса, сценаристка, кінопродюсерка. Відома як учасниця акторського складу комедійного телешоу «Суботнього вечора в прямому ефірі» (2005—2012) та ролями у фільмах «Подружки нареченої», «Прибулець Павло», «Марсіянин», «Мисливці за привидами».

## Життя та кар'єра
У 3 роки разом з родиною переїхала з міста Кенендейгуа, округ Онтаріо, штат Нью-Йорк, до міста Ланкастер у Пенсільванії, де і жила до закінчення школи. Навчалася в Університеті Аризони на факультеті мистецтва. До кар'єри кіноакторки працювала у сфері пластичної хірургії.
У 2009, 2010, 2011 і 2012 роках була номінована на премію «Еммі».
2011 року Віг виконала головну роль і виступила співавторкою сценарію у комерційно та критично успішному фільмі «Подружки нареченої».

## Вибрана фільмографія
| Рік       |    | Українська назва                         | Оригінальна назва                          | Роль                                            |
| --------- | -- | ---------------------------------------- | ------------------------------------------ | ----------------------------------------------- |
| 2007      | ф  | Знайомтесь: Білл                         | Meet Bill                                  | Джейн Вітмен                                    |
| 2007      | ф  | Трошки вагітна                           | Knocked Up                                 | Джилл                                           |
| 2008      | ф  | Місто привидів                           | Ghost Town                                 | Хірургиня                                       |
| 2008      | ф  | У прольоті                               | Forgetting Sarah Marshall                  | Інструкторка                                    |
| 2009      | ф  | Парк культури і відпочинку               | Adventureland                              | Поллет                                          |
| 2009      | мф | Льодовиковий період 3: Ера динозаврів    | Ice Age: Dawn of the Dinosaurs             | Мама пухлого бобра                              |
| 2009      | ф  | Катись!                                  | Whip It                                    | Меггі                                           |
| 2009      | ф  | Екстракт (фільм)                         | Extract                                    | Сьюзі                                           |
| 2010      | мф | Як приборкати дракона                    | How to Train Your Dragon                   | Забіяка                                         |
| 2010      | ф  | Божевільне побачення                     | Date Night                                 | Гейлі Салліван                                  |
| 2010      | ф  | СуперМакҐрубер                           | MacGruber                                  | Вікі                                            |
| 2010      | мф | Нікчемний я                              | Despicable Me                              | Міс Гетті                                       |
| 2010      | ф  | Все найкраще                             | All Good Things                            | Лорен                                           |
| 2011      | ф  | Прибулець Павло                          | Paul                                       | Рут                                             |
| 2011      | ф  | Подружки нареченої                       | Bridesmaids                                | Енні                                            |
| 2012      | ф  | Імоджен                                  | Girl Most Likely                           | Імоджен                                         |
| 2012      | ф  | Друзі з дітьми                           | Friends with Kids                          | Міссі                                           |
| 2013      | мф | Нікчемний Я 2                            | Despicable Me 2                            | Люсі Вайлд (голос)                              |
| 2013      | ф  | Телеведучий: Легенда продовжується       | Anchorman: The Legend Continues            | Чані                                            |
| 2013      | ф  | Таємне життя Волтера Мітті               | The Secret Life of Walter Mitty            | Шеріл                                           |
| 2013      | ф  | Вона                                     | Her                                        | Сексуальне кошеня (голос)                       |
| 2014      | мф | Як приборкати дракона 2                  | How to Train Your Dragon 2                 | Забіяка (голос)                                 |
| 2016      | ф  | Зразковий самець 2                       | Zoolander 2                                | Алексанія Атос                                  |
| 2016      | мф | Повний розковбас                         | Sausage Party                              | Бренда (голос)                                  |
| 2016      | кф |                                          | Lightningface                              | Кетрін (голос)                                  |
| 2016      | ф  | Мисливці на привидів                     | Ghostbusters                               | Ерін Гілберт                                    |
| 2016      | ф  | Луміс Фаргом                             | Masterminds                                | Келлі                                           |
| 2017      | мф | Нікчемний я 3                            | Despicable Me 3                            | Люсі Вайлд (голос)                              |
| 2017      | с  |                                          | Wet Hot American Summer: Ten Years Later   | Кортні (епізод 1.03)                            |
| 2017      | ф  | Зменшення                                | Downsizing                                 | Одрі Сафранек                                   |
| 2017      | ф  | Мати!                                    | Mother!                                    | Геральд                                         |
| 2017      | мс | Великий рот                              | Big Mouth                                  | Вагіна (голос)                                  |
| 2017      | с  | Остання людина на Землі                  | The Last Man on Earth                      | Памела Брінтон                                  |
| 2018      | с  |                                          | Sandra                                     | Сандра                                          |
| 2017—2018 | с  |                                          | Nobodies                                   | Крістен Віг (2 епізоди)                         |
| 2018      | тф |                                          | The Royal Wedding Live with Cord and Tish! |                                                 |
| 2019      | мф | Як приборкати дракона 3: Прихований світ | How to Train Your Dragon: The Hidden World | Забіяка Торстон (англ. Ruffnut Thorston, голос) |
| 2019      | ф  | Де ти поділась, Бернадетт?               | Where'd You Go, Bernadette                 | Одрі                                            |
| 2020      | ф  | Диво-жінка 1984                          | Wonder Woman 1984                          | Барбара Мінерва / Гепард                        |
| 2024      | мф | Нікчемний Я 4                            | Despicable Me 4                            | Люсі Вайлд (голос)                              |